# Olivia Saar

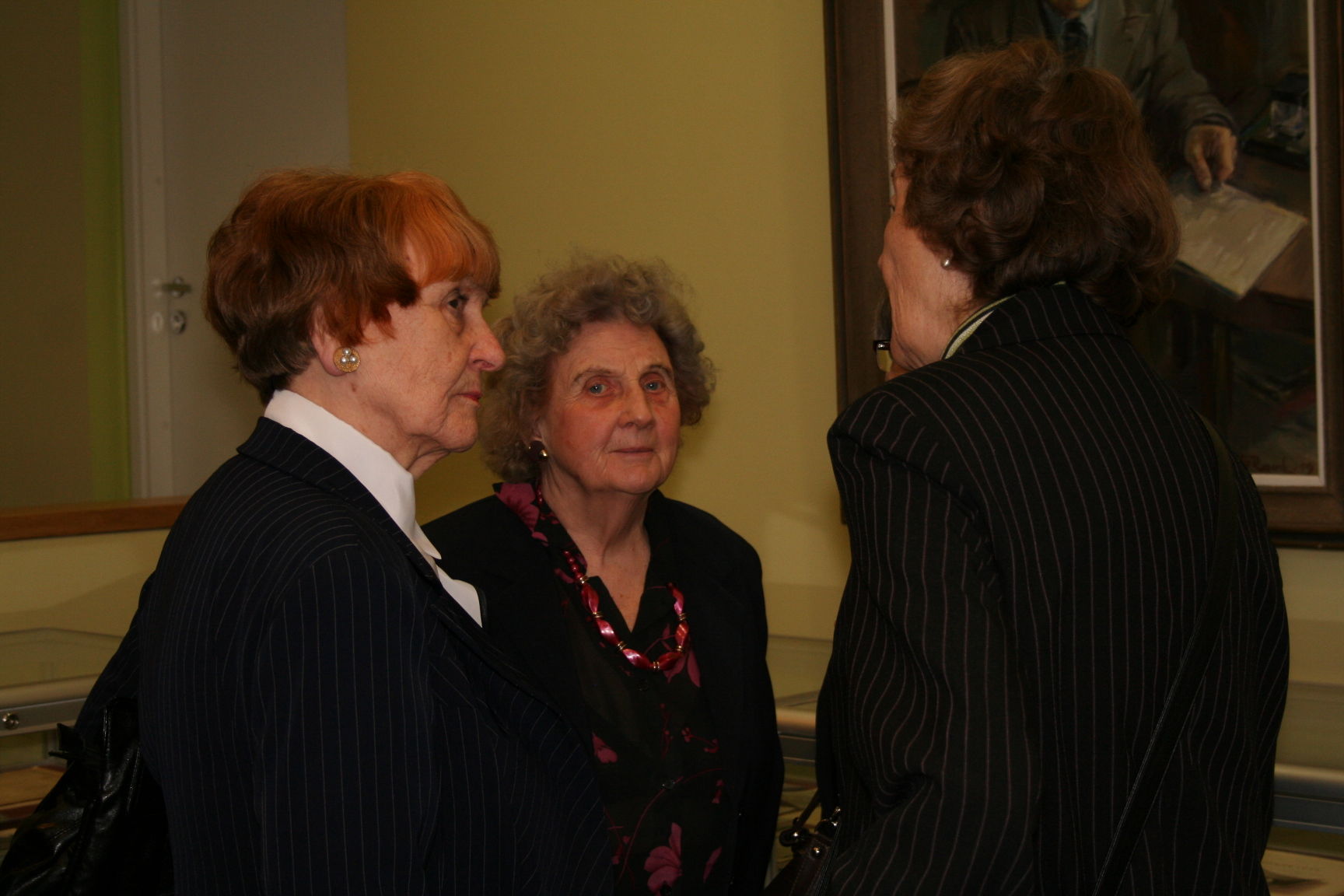
Olivia Saar und die Übersetzerin Helle Michelson, 2012

Olivia Saar (bis 1954 Olivia Valdmaa, * 18. Oktober 1931 in Narva; † 16. März 2025) war eine estnische Kinderbuchautorin und Journalistin.

## Leben und Werk
Olivia Saar ging bis 1946 in Mäetaguse zur Schule und besuchte danach die pädagogische Schule in Rakvere. Sie setzte ab 1950 ihren Bildungsweg in Tallinn fort und verließ 1959 die Tallinner Pädagogische Hochschule als ausgebildete Estnischlehrerin. Schon vorher und auch danach arbeitete sie in verschiedenen Zeitschriftenredaktionen, vornehmlich auf dem Gebiet der Kinder- und Jugendliteratur. Sie war seit 1982 Mitglied des Estnischen Schriftstellerverbands und war verheiratet mit dem Schriftsteller und Kinderbuchautor Juhan Saar.
Ihre meist schmalen Bücher mit Gedichten und Erzählungen für Kinder erschienen seit Mitte der sechziger Jahre und werden auch im 21. Jahrhundert noch neu aufgelegt. Neben den üblichen Abenteuergeschichten für Kinder verarbeitete die Autorin auch häufig Erinnerungen, so finden sich etwa eigene Kindheitserinnerungen aus dem Zweiten Weltkrieg oder Erinnerungen ihrer Enkelkinder.
Die Autorin stellte auch viele Anthologien zur Kinderliteratur zusammen und wurde ins Lettische und ins Litauische übersetzt.

## Auszeichnungen
- 1988 Karl-Eduard-Sööt-Preis für Kindergedichte
- 2017 Orden des weißen Sterns, V. Klasse

## Bibliografie
- Tere, tere tedretähed ('Hallo, hallo ihr Sommersprossen'). Tallinn: Eesti Raamat 1966. 47 S.
- Kure sukad ('Die Strümpfe des Kranichs'). Tallinn: Eesti Raamat 1968. 35 S.
- Pesukaru pesupäev ('Waschbärs Waschtag'). Tallinn: Eesti Raamat 1969. 32 S.
- Varsakabjad ('Fohlenhufe'). Tallinn: Eesti Raamat 1970. 20 S.
- Suveajal metsarajal ('Im Sommer im Walde'). Tallinn: Eesti Raamat 1970. 24 S.
- Päike jookseb kaasa ('Die Sonne läuft mit'). Tallinn: Eesti Raamat 1971. 32 S.
- Lõvi Lõrr ja Jänes Jass ('Der Löwe Lõrr und der Hase Jass'). Tallinn: Eesti Raamat 1972. 31 S.
- Mis värvi on kodu ('Welche Farbe hat zuhause'). Tallinn: Eesti Raamat 1975. 37 S.
- Pisikesed pildid ('Winziger Bilder'). Tallinn: Eesti Raamat 1979. 37 S.
- Mängitud mängud ('Gespielte Spiele'). Tallinn: Eesti Raamat 1981. 32 S.
- Laulvad liivad ('Singender Sand'). Tallinn: Eesti Raamat 1985. 49 S.
- Naerulohkudega maailm ('Eine Welt mit Grübchen'). Tallinn: Eesti Raamat 1986. 31 S.
- Tuulelillede tuba ('Das Zimmer der Windblumen'). Tallinn: Eesti Raamat 1988. 93 S.
- Peegelsused ('Spiegelungen'). Tallinn: Eesti Raamat 1989. 96 S.
- Nööbilugejad ('Die Knopfzähler'). Tallinn: Kärp 1991. 44 S.
- Maasikamaiad ('Auf Erdbeeren erpicht'). Tallinn: Oktober 1993. 30 S.
- Kui kuivab kaev ('Wenn der Brunnen austrocknet'). Tallinn: Gramma 1994. 30 S.
- Klaasikillumäng ('Das Glassplitterspiel'). Tallinn: Ilo 2001. 55 S.
- Igal puul on elujooned ('Jeder Baum hat Lebenslinien'). Tallinn: Ilo 2001. 31 S.
- Humalapuu ('Der Hopfenbaum'). Tallinn: Canopus 2005. 176 S.
- Vihmavarjude vikerkaar ('Der Regenbogen der Regenschirme'). Tallinn: TEA 2007. 59 S.
- Kuldne kuljus loogapuul ('Die goldene Schelle auf dem Kummet'). Tallinn: TEA 2007. 41 S.
- Kanarbikukartus ('Angst vor Heidekraut'). Tallinn: TEA 2010. 158 S.
- Lõvi Lõrr ja Jänes Jass seiklevad jälle ('Neue Abenteuer des Löwen Lõrr und des Hasen Jass'). Tallinn: TEA 2011. 55 S.
- Robi ([Name]). Tallinn: TEA 2012. 35 S.
- Hiirepoiss Krips ja rotipoiss Kraps ('Der Mausejunge Krips und der Rattenjunge Kraps'). Tallinn: TEA 2013. 32 S.
- Täpi Triinu ('Flecken-Triinu'). Tallinn: Koolibri 2013. 30 S.
- Karuselli karussell ('Das Karussell des Bärenknechts'). Tallinn: Koolibri 2013. 30 S.
- Hilpharakas. Tänased muinaslood ('Die Lumpenelster. Märchen von heute'). Tallinn: Koolibri 2014. 26 S.
- Pika suka päkapikk ('Der Däumling des langen Strumpfs'). Tallinn: Koolibri 2015. 46 S.
- Hetked endas. Mõttemõlgutusi ilmast, inimestest, iseendast aastatel 1990–2015 ('Momente in sich. Kontemplationen über das Wetter, die Menschen und mich selbst aus den Jahren 1990–2015'). Tallinn: Ajakirjade Kirjastus 2016. 167 S.
- Edev nina ('Die eitle Nase'). Tartu: Petrone Print 2016. 96 S.
- Kippu ega kõppu ('Keinen Mucks'). Tallinn: Pegasus 2017. 30 S.